# 华为Pura 70系列

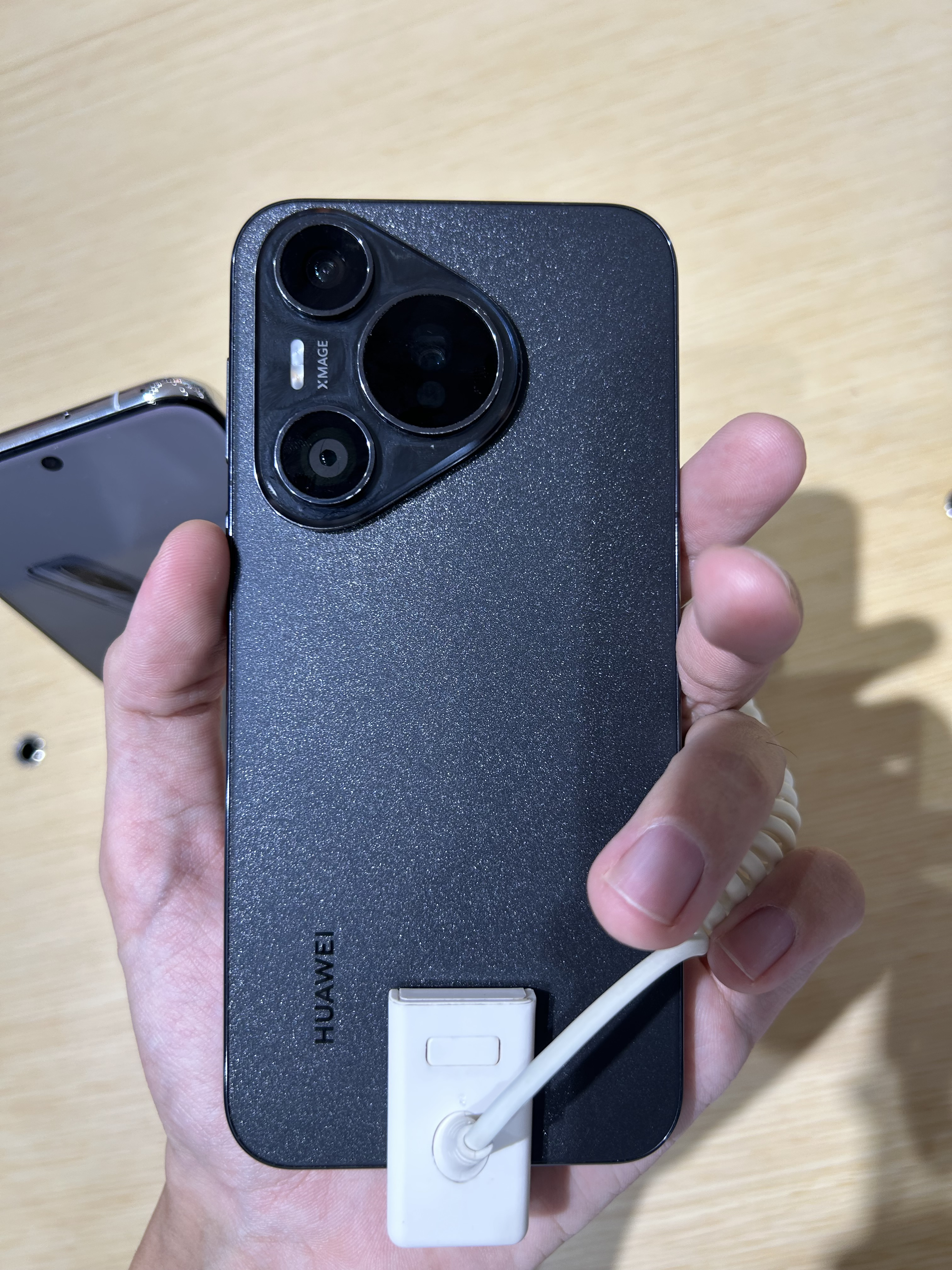
华为Pura 70黑色后面

华为Pura 70系列是华为公司于2024年4月18日正式宣布开售的智能手机系列，是华为P60系列的后继者，包括Pura 70、Pura 70 Pro、Pura 70 Pro+和Pura 70 Ultra四款型号。Pura 70机型搭载海思麒麟9000S1芯片，其余三款机型（Pura 70 Pro、Pura 70 Pro+、Pura 70 Ultra）均搭载海思麒麟9010芯片。
2024年4月15日，华为P系列官宣升级为Pura系列，原计划中P60系列的迭代机型也改名为Pura 70系列。

## 特性
标准版Pura 70主打小尺寸轻便设计，性价比高，但功能略少；Pura 70 Pro 和 Pro+ 配置几乎一致，主要区别在外观配色、屏幕玻璃、内存大小，以及缺少天通卫星消息；Ultra 独享1英寸伸缩主摄和顶级影像系统，设计精密，价格最高，适合追求极致影像和不敏感于预算的用户。

### 性能
Pura70 Pro+搭载了海思麒麟9010芯片，使用了全新的泰山架构的超大核，在GeekBench 5和安兔兔跑分中整体性能优于Mate60 Pro，接近骁龙8+水平。

### 影像
电脑报在Pura70 Pro+评测中认为，Pura70 Pro+的影像表现可圈可点；Pura70 Pro+的色彩风格与Pura70 Ultra大体相同，画质与解析力较高，细节丰富；但在拍摄部分场景或物体时，会出现提亮过度，灰度偏高等问题，照片像是蒙一层雾、且目前默认色彩风格饱和度偏低，颜色偏淡、鲜艳模式颜色又有点过于艳丽、对比度有点偏高，但在合适场景或手动调整下，Pura70 Pro+仍然能够拍出具有质感的照片；Pura70 Pro+前后置均支持4K60帧视频录制，在所有清晰度和帧数设置下均可调用所有摄像头进行无缝变焦。由于华为Pura70 Pro+与Pro差别主要体现在外屏材质、后盖材质/设计、配色、天通卫星通信四个方面，其他配置保持一致，因此评测者认为评测结果同样适用于Pro版本。

## 售价
| 华为Pura 70系列官方售价 | 华为Pura 70系列官方售价 | 华为Pura 70系列官方售价 | 华为Pura 70系列官方售价 |
| 型号                    | 配置                    | 售价                    | 其它                    |
| ----------------------- | ----------------------- | ----------------------- | ----------------------- |
| 华为Pura 70             | 12GB+256GB              | ¥ 5499                  | 4月22日正式开售         |
| 华为Pura 70             | 12GB+512GB              | ¥ 5999                  | 4月22日正式开售         |
| 华为Pura 70             | 12GB+1TB                | ¥ 6999                  | 4月22日正式开售         |
| 华为Pura 70 Pro         | 12GB+256GB              | ¥ 6499                  |                         |
| 华为Pura 70 Pro         | 12GB+512GB              | ¥ 6999                  |                         |
| 华为Pura 70 Pro         | 12GB+1TB                | ¥ 7999                  |                         |
| 华为Pura 70 Pro+        | 16GB+512GB              | ¥ 7999                  | 4月22日正式开售         |
| 华为Pura 70 Pro+        | 16GB+1TB                | ¥ 8999                  | 4月22日正式开售         |
| 华为Pura 70 Ultra       | 16GB+512GB              | ¥ 9999                  |                         |
| 华为Pura 70 Ultra       | 16GB+1TB                | ¥ 10999                 |                         |